# Мемориал жертвам голодомора (Вашингтон)
Мемориал жертвам Голодомора (англ. The Memorial to Victims of Holodomor; укр. Меморіал жертвам Голодомору) — мемориал в память о жертвах массового голода 1932 — 1933 годов на Украине, расположенный в столице США — Вашингтоне (округ Колумбия).
Решение о сооружении мемориала принял в 2006 году президент США Джордж Буш — младший при поддержке конгрессменов. Памятник стал плодом длительной кампании украинской общины в США за признание массового голода на Украине (Голодомора) актом геноцида.
В 2009 году в открытом конкурсе на создание монумента победил проект архитектора Ларисы Курилас, американки украинского происхождения, ставший самой крупной работой в её творческой карьере. Строительство велось за счёт государственного бюджета Украины и частных пожертвований в период 2014—2015 годов. 7 ноября памятник был открыт первой леди Украины Мариной Порошенко.
Мемориал представляет собой бронзовый барельеф с изображением пшеничного поля, колоски которого постепенно исчезают к концу композиции, что символизирует голод. Памятник оформлен надписями на украинском и английском языках, в которых выражается почтение памяти жертв голода. Оборотная сторона монумента, выполненного из гранита, оформлена мотивами украинской народной вышивки из работ Василия Кричевского.

## История
В 1932—1933 годах в УССР произошёл массовый голод, повлёкший миллионные человеческие жертвы. С обретением независимости на Украине закрепилось официальное название этого события — Голодомор. Более десятка стран, включая саму Украину, признали голод геноцидом украинского народа. В 1983 году украинская община США начала кампанию за признание Конгрессом США голода геноцидом, однако эти усилия не увенчались успехом и такое решение не было принято. В 1988 году Комиссией США по голоду на Украине был сделан вывод, что голод был вызван изъятием урожая советской властью. В 2003 году Палата представителей Конгресса США назвала голод «преднамеренным актом террора и массового убийства» в отношении украинского народа, совершённым советской властью, после чего у членов Украинского конгрессового комитета Америки возникала идея установить памятник всем жертвам голода, которая была поддержана конгрессменами. 29 сентября 2006 года Сенат США единогласно принял Публичный закон № 562, внесённый в Конгресс 2 февраля 2005 года членом Палаты представителей Сандером Левиным от Мичигана, которым было объявлено о принятии проекта «возведения на федеральной земле округа Колумбия памятника в память о жертвах украинского голода-геноцида 1932—1933 годов». 13 октября того же года закон «О предоставлении разрешения правительству Украины установить на федеральной земле округа Колумбия мемориал жертвам Голодомора на Украине 1932—1933 годов» был подписан президентом США Джорджем Бушем — младшим. К тому времени, после оранжевой революции, президентом Украины был избран Виктор Ющенко, взявший курс на возрождение национального патриотизма украинцев и стремившийся привлечь как можно большее внимание международной общественности к Голодомору.

## Создание

### Проект
Церемония освящения места будущего мемориала прошла 2 декабря 2008 года, в дни 75-летней годовщины Голодомора, в присутствии первой леди Украины Екатерины Ющенко, посла Украины в США Олега Шамшура, президента Украинского конгрессового комитета Америки Тамары Олексий, представителя Сандера Левина и помощника государственного секретаря по вопросам демократии, прав человека и труда Дэвида Крамера. В 2009 году в ходе открытого конкурса Министерства культуры Украины по сооружению мемориала были выбраны проекты пяти победителей, среди которых была и американка украинского происхождения — архитектор Лариса Курилас. В её эскизе под названием «Пшеничное поле» (англ. «Field of Wheat»; укр. «Пшеничне поле») основным мотивом стали снопы пшеницы, так как, по выражению Курилас, «ассоциации пшеницы и Украины достаточно сильны, а страна считается житницей Европы», и к тому же «пшеница была использована в качестве политического оружия для того, чтобы уморить голодом народ Украины». Для Курилас, в основном специализирующейся на проектировании домов и церквей, мемориал стал наиболее важной и значительной работой в карьере.
Родившаяся в украинско-американской семье учителя и ветеринара, Курилас впервые узнала о голоде от учителя в седьмом классе школы, а впоследствии во время учёбы на архитектора в Гарварде. Она всю свою жизнь вынуждена была объяснять, где находится Украина; после евромайдана ситуация изменилась, хотя Голодомор для многих американцев всё же остался неизвестной страницей истории. В рамках воплощения замысла архитектора, колоски пшеницы, лично собранной Курилас на ферме родственников близ Виннипега (провинция Манитоба, Канада), были проведены цифровым дизайнером Лоуренсом Уэлкером — младшим через лазерный 3D-сканер. Получившиеся изображения были преобразованы компьютерной программой в форму для создания бронзового рельефа. На разработку дизайна и конструирование мемориала у Курилас ушло четыре месяца, так как, по её признанию, «высота памятника, количество деревьев, детали стен, все это [было] важно для меня». Части барельефа были отлиты заводом «Laran Bronze» Лоуренса Уэлкера — старшего, на котором ранее создавались бронзовые скульптуры для Национального мемориала Второй мировой войны, а затем собраны в единую композицию под руководством представителя архитектурной компании «Hartman-Cox Architects» Мэри Кэтрин Ланциллотты.
Проект памятника подвергался критике, аргументированной тем, что шестиметровая бронзовая стена пшеницы нависает над тротуарами, а сам монумент находится рядом с популярным рестораном, и «что-то жутко думать об обеде у мемориала жертвам голода». Архитектурный критик и лауреат Пулитцеровской премии Филип Кенникотт отметил, что «если в конце 19-го и в начале 20-го века Вашингтон славился своими статуями генералов гражданской войны на лошадях, то в начале 21-го века, он скорее всего, станет известной солянкой из мелких монументов на память о чём-либо, сооружённых за счёт зарубежных групп и правительств иностранных государств лишь после небольшой общественной дискуссии или соглашения об их целях и смысле», и «процесс разрешения, проектирования и строительства говорит о том, что мы добились незначительного прогресса в обеспечении порядка и рациональности касательно возведения памятников в Вашингтоне, округ Колумбия. Мы до сих пор не решили, предназначаются ли мемориалы для исправления исторических образовательных проектов или коллективных заявлений о важности личности или события. Мы ещё не решили, как тесно должен быть связан человек или событие с американской историей, чтобы заслужить официальное увековечивание. Мы действительно не знаем, должен ли быть мемориал аргументом, или заявлением, провокацией или утешением».

### Строительство
Правительство Украины утвердило проект памятника, несмотря на то, что избранный в 2010 году президентом Украины Виктор Янукович не признал голод актом геноцида. После объявления победившего проекта в 2011 году процедуры, связанные с возведением мемориала, включая общественные слушания, активизировались. В 2012 году он был поочерёдно одобрен Национальной комиссией по планированию столицы, Комиссией Соединённых Штатов по изящным искусствам, и Службой национальных парков. 3 октября 2013 года, через семь лет после издания закона, было выдано разрешение на строительство. 4 декабря 2013 года в окружении 200 человек прошла церемония закладки фундамента мемориала в присутствии посла Украины в США Александра Моцика, председателя Краевого комитета США по признанию Голодомора геноцидом Михаила Савкива, представителей Сандера Левина и Марси Каптур, председателя комитета по иностранным делам парламента Эстонии Марко Михкельсона, посла Литвы в США Жигимантаса Павилёниса, посла Чехии в США Петра Гандаловича, посла Венгрии в США Дьёрдя Сапари, а также священников украинских православных и католических церквей. 12 августа 2013 года правительство Украины по инициативе министра иностранных дел Леонида Кожары, предложившего пересмотреть статьи соответствующего финансирования из государственного бюджета, постановило выделить 2 миллиона долларов на строительство мемориала.
Строительство началось в 2014 году и велось при поддержке и за счёт общины американских украинцев, частных фондов и правительства Украины. Самый крупный взнос в размере 2,5 миллионов долларов сделал из своего благотворительного фонда «Firtash Foundation» бизнесмен Дмитрий Фирташ. Данный жест со стороны предпринимателя был неоднозначно расценён в украинской общине Северной Америки. Сам Фирташ отмечал, что «этот мемориал станет символом надежды, гордым свидетельством того, что украинцы во всем мире могут смотреть в будущее с оптимизмом и укрепившейся верой, гордясь нашим языком, культурой, традициями и историей». В связи с затянувшимся строительством мемориала, 29 октября 2014 года президент Украины Пётр Порошенко издал указ, в котором постановил правительству «принять необходимые меры по своевременному завершению строительства в городе Вашингтоне (США) памятника жертвам Голодомора 1932—1933 годов и его торжественному открытию». Вскоре многолетняя работа над мемориалом, продолжавшаяся иногда по семь дней в неделю, подошла к концу.
9 мая 2015 года на месте сооружения мемориала по программе Национального музея строительства была проведена экскурсия для всех желающих. 4 августа часть памятника — четырёхтонная бронзовая плита — была привезена на грузовике рабочими «Forrester Construction Co.» и «Hartman-Cox Architects», с помощью подъёмного крана была установлена на фундамент и прикреплена к нему болтами из нержавеющей стали. В тот же день прошла церемония завершения сооружения мемориала в присутствии посла Украины в США Валерия Чалого, архитектора Ларисы Курилас, Михаила Савкива, представителя архитектурной компании «Hartman-Cox Architects» Мэри Кэтрин Ланциллотты, а также представители строительной компании-генподрядчика «Forrester» и литейной компании «Laran Bronze». Новый посол Украины в США Валерий Чалый отметил, что установка памятника в свете войны на востоке Украины является актуальным событием, которое «я думаю, станет толчком для того, чтобы здесь в Вашингтоне обратили большее внимание на украинский народ, который сегодня защищает государство в трагическое, пожалуй, историческое время для Украины». Президент УККА Тамара Олекси назвала открытие монумента, ставшего результатом «нескольких лет упорной работы», «очень значимым» для украинского народа, тогда как Савкив заметил, что «иметь такой памятник в Вашингтоне — это что-то замечательное для украинского общества и для Украины в целом. Чтобы рядовой американец имел хоть немного больше представления о том, что означал украинский Голодомор. И действительно, чтобы рассказать следующему поколению об этом ужасе, произошедшем на Украине в 32—33 годах». За день до установки памятника, 3 августа, в Пало-Альто (штат Калифорния) на 98-году жизни скончался доктор Роберт Конквест, одной из основных работ которого считается книга «Жатва скорби: советская коллективизация и террор голодом», описывающая события голода на Украине, в частности с помощью которой он открыл глаза мировой общественности на преступления сталинизма.
Церемония открытия мемориала была назначена на 7 ноября 2015 года, в преддверии дня памяти жертв Голодомора, отмечаемого каждый год в четвёртую субботу ноября. По этому случаю рассматривалась возможность приезда в Вашингтон президента Украины Петра Порошенко, параллельно с подготовкой к службе в Украинской католической национальной часовне и мемориальному концерту в Джорджтауне. 16 октября мемориал посетил министр иностранных дел Украины Павел Климкин, находившийся с визитом в Вашингтоне.

## Памятник

### Расположение
Площадь под памятником представляет собой небольшой треугольный участок земли, находящийся на северо-западе Массачусетс-авеню, Норт-Капитол-стрит и Ф-стрит возле центрального вокзала Юнион-Стейшн, рядом с историческим рестораном сети «Childs», у Колумбус-серкл и Капитолийского холма, в пяти кварталах и нескольких минутах ходьбы от Капитолия — здания Конгресса США. После окончания строительства мемориал стал вторым монументом в Вашингтоне, посвящённым памяти жертв коммунистических режимов XX века: первый — «Богиня демократии» — тоже находится недалеко от Юнион-Стейшн. Близость расположения монумента к оживлённой железнодорожной станции, через которую в Вашингтон ежедневно попадают сотни тысяч людей, по задумке авторов способствует тому, что больше американцев смогут узнать как о его существовании, так и об истории Голодомора. Кроме того, памятник стал дополнительным местом притяжения украинских делегаций, направляющихся к Мемориалу Тараса Шевченко.

### Композиция
На стенах мемориала высотой 2,5 метра (8 футов) и длиной в 10 метров (30 футов), находится бронзовый барельеф, изображающий пшеничное поле, чёткость которого постепенно исчезает к концу композиции, представляя как бы как увядающие и растворяющихся в небытии колосья.
Памятник оформлен текстом на английском и украинском языках. В частности, у барельефа размещена надпись:

HOLODOMOR 1932—1933

Сбоку:

FAMINE-GENOCIDE IN UKRAINE

Ниже:

IN MEMORY OF THE MILLIONS OF INNOCENT VICTIMS OF THE MANMADE FAMINE IN UKRAINE ENGINEERED AND IMPLEMENTED BY STALIN`S TOTALITARIAN REGIME

У ПАМ’ЯТЬ ПРО МІЛЬЙОНИ НЕВИННИХ ЖЕРТВ ШТУЧНОГО ГОЛОДУ В УКРАЇНІ, СПЛАНОВАНОГО ТА ВЧИНЕНОГО СТАЛІНСЬКИМ ТОТАЛІТАРНИМ РЕЖИМОМ

На задней части мемориала, облицованной чёрным гранитом, размещён геометрический рисунок с мотивами украинской фольклорной вышивки; Курилас вдохновлялась работой киевского архитектора и графика начала XX века Василия Кричевского, сделанной им в 1933 году — в год голода. Позади памятника, расположенного на постаменте, посажены восемь деревьев с фиолетово-пурпурными листьями в форме сердца, придающие мрачный фон всей композиции, а на западном конце размещён сад с бронзовой скамьёй, с которой виден весь памятник. Сад выполняет функцию сбора дождевого стока с площади всего памятника. Площадь вокруг мемориала замощена сланцевой брусчаткой, имитирующей неровные борозды бесплодной пашни, словно напоминающей о временах голода.

## Открытие
Торжественная церемония открытия мемориала состоялась 7 ноября 2015 года. На ней собралось более пяти тысяч канадских и американских украинцев в вышиванках, исполнявших американские и украинские национальные гимны, а также несколько украинских солдат, лечащихся в Национальном военно-медицинском центре Уолтера Рида. Мемориал был освящён и благословлён предстоятелем Украинской православной церкви Киевского патриархата Филаретом (Денисенко) и предстоятелем Украинской грекокатолической церкви Святославом (Шевчуком) при участии предстоятеля Украинской православной церкви в США Антония (Щербы), епископа УПЦ в США Даниила (Зелинского) и митрополита Филадельфийской архиепархии УГКЦ Стефана (Сороки), а также представителей православного и греко-католического духовенства. На церемонии выступила первая леди Украины Марина Порошенко, а также президент Украины Пётр Порошенко — посредством видеообращения на фоне памятника Голодомору на Михайловской площади Киева. Среди выступивших были американские чиновники и представители дипломатического корпуса, в том числе представители Сандер Левин и Марси Каптур, специальный помощник президента США и старший директор отдела по вопросам Европы, России и Центральной Азии Совета национальной безопасности Чарльз Купчан, зачитавший послание пресс-секретаря Белого дома Джоша Эрнеста, а также региональный директор Службы национальных парков Роберт А. Фогель.

- Присутствовавшие на церемонии
- Выступление Порошенко
- Исполнение национальных гимнов
- Возложение цветов к мемориалу

Были показаны видеообращения президента США Барака Обамы, сенаторов Чака Шумера от Нью-Йорка и Роба Портмана от Огайо; Пола Добрянски зачитала послание бывшего президента США Джорджа Буша — младшего, Мелани Вервир — кандидата в президенты США от Демократической партии и бывшего государственного секретаря США Хиллари Клинтон, а Роберт Карем — губернатора Флориды Джеба Буша; оглашены поздравления от кандидата в президенты США от Республиканской партии и сенатора Марка Рубио от Флориды, представителей Родни Фрелингхайсена от Нью-Джерси и Брендана Бойла от Пенсильвании. Также выступили посол Украины в США Валерий Чалый, заместитель главы администрации президента Украины Ростислав Павленко, директор Института национальной памяти Владимир Вьятрович, председатель Краевого комитета США по признанию Голодомора геноцидом Михаил Савкив, автор проекта памятника Лариса Курилас, президент Всемирного конгресса украинцев Евгений Чолий и президент Украинского конгрессового комитета Америки Тамара Олексий, свидетели голода, культурные и общественные деятели. Речь произнёс председатель Британско-украинского общества лорд Ризби, было зачитано письмо главного спонсора возведения мемориала Дмитрия Фирташа. Закончилась церемония исполнением Украинской капеллой бандуристов гимна «Молитва за Украину». Некоторые российские СМИ критически восприняли открытие мемориала, охарактеризовав его как «политическое шоу», а также занизив количество присутствующих на церемонии до — «около сотни человек». В рамках мероприятий по случаю открытия памятника в здании вокзала Юнион-стейшн была открыта посвящённая событиям голода выставка, в украинских православных и греко-католических церквях прошли богослужения, а в Аудитории Лишера при университете Джорджа Вашингтона состоялся концерт украинских и американских артистов.
Президент Украины Пётр Порошенко на церемонию открытия не приехал. Порошенко посетил мемориал 31 марта 2016 года во время своего рабочего визита в США, объяснив украинской общине Вашингтона своё отсутствие на церемонии открытия событиями на Украине. Украинский президент подчеркнул, что «память о Голодоморе объединяет весь цивилизованный мир и делает нас сильнее». 20 июня 2017 года Порошенко во второй раз посетил мемориал, начав свой рабочий визит в США с почтения памяти жертв голода и встречи с украинской общиной. В ходе визита он встретился со спикером Палаты представителей Полом Райаном и лидером демократической фракции Нэнси Пелоси, в беседе с которыми призвал Конгресс признать голод геноцидом украинского народа. 22 мая того же года, незадолго до визита Порошенко в США, соответствующее решение принял Сенат штата Вашингтон.

## Комментарии
1. ↑  Массовый голод с жертвами прошёл также и в других частях СССР, в том числе в Поволжье и на Кубани, Белоруссии, Южном Урале, Западной Сибири и Казахстане.
2. ↑  Курилас стала одной из немногих женщин-авторов современных памятников в Вашингтоне, наряду с Майей Лин, спроектировавшей Мемориал ветеранов Вьетнама, и Джули Бекман[англ.], которая вместе со своим мужем Китом Кейсменом разработала Мемориал Пентагона.